# 1892 en sport
Cet article présente les faits marquants de l'année 1892 en sport.

## Athlétisme
- 5 juin : course pédestre Paris-Belfort (496 km) avec quelque 850 concurrents au départ ! Ramoge rallia Belfort en quelque 100 heures et cinq minutes et remporta les 2 000 F de prix offerts au vainqueur.
- 14 août : course pédestre entre St-Brieuc et Brest (147 km). 269 concurrents au départ ; 120 à l’arrivée. Jean-Marie Allain, boucher de son état, remporte l’épreuve, et les 500 F alloués au vainqueur.

- 17e édition du championnat britannique de cross-country à Ockham. Herbert Heath s’impose en individuel ; Birchfield Harriers enlève le titre par équipe.

- 13e édition des championnats AAA d'athlétisme de Grande-Bretagne :
  - Charles Bradley remporte le 100 yards.
  - L’Irlandais Cyril Dickinson le 440 yards.
  - WJ Holmes le 880 yards.
  - Harold Wade le mile.
  - James Kibblewhite le 4 miles.
  - Sid Thomas le 10 miles.
  - WH Smith le steeplechase.
  - L’Irlandais Daniel Bulger le 120 yards haies et le saut en longueur (6,51 m).
  - Arthur Watkinson le saut en hauteur (1,74 m).
  - Richard Dickinson et R Watson le saut à la perche (3,35 m).
  - L’Irlandais William Barry le lancer du poids (13,07 m) et le lancer du marteau (40,61 m).
  - Harry Curtis le 7 miles marche.

- 17e édition des championnats d'athlétisme des États-Unis :
  - Harry Jewett remporte le 100 yards et le 200 yards.
  - William Downs le 440 yards.
  - Theodore Turner le 880 yards.
  - Le Canadien George Orton le mile.
  - Le Suédois Ernest Hjertberg le 2 miles steeple.
  - William Day le 4 miles.
  - W O’Keefe le 6 miles sur route.
  - Frédérik Puffer le 120 yards haies et le 220 yards haies.
  - Mike Weeney le saut en hauteur (1,83 m).
  - Theodore Luca le saut à la perche (2,35 m).
  - Eugene Goff le saut en longueur (6,87 m).
  - Le Canadien George Gray le lancer du poids (13,20 m).
  - L’Irlandais James Mitchell le lancer du marteau (42,95 m).

## Baseball
- 24 octobre : 17e édition aux États-Unis du championnat de baseball de la Ligue nationale. Les Boston Beaneaters s’imposent avec 102 victoires et 48 défaites.

## Basket-ball
- 15 janvier : première publication des règles de basket-ball aux États-Unis par le magazine Triangle.
- 11 mars : premier match de basket-ball à Springfield (Massachusetts) devant une centaine de personnes. Certaines sources évoquent un premier match disputé dès le 20 janvier.

## Boxe
- L’Américain Jim Corbett, premier champion du Monde de boxe en catégorie Lourd.

## Cricket
- 1er/6 janvier : premier des trois test matches de la tournée australienne de l’équipe anglaise de cricket. L’Australie bat l’Angleterre par 54 runs.
- 29 janvier/3 février : 2e des trois test matches de la tournée australienne de l’équipe anglaise de cricket. L’Australie bat l’Angleterre par 72 runs.
- 24/28 mars : 3e des trois test matches de la tournée australienne de l’équipe anglaise de cricket. L’Angleterre bat l’Australie par 230 runs. L’Australie remporte la série des Ashes 2-1.
- Le Surrey (13 victoires, 2 nuls et 1 défaite) remporte le championnat britannique de cricket par Comté.

## Cyclisme
- Première édition de la course cycliste Paris-Clermont-Ferrand.
- Création en avril de la Course du Lyon-Républicain.
- Création en mai de la course Louviers-Chartres, gagnée par Jules Dubois.
- Création en juillet de la course Paris-Nantes de La Revue des Sports, gagnée par Marius Allard.
- Création de la course des 100 kilomètres de Longchamp (vainqueur Reboul).
- Inauguration du Vélodrome Buffalo à Neuilly.
- Edouard Wicky est champion de Suisse de cyclisme (course en ligne).
- 14/15 mai : 2e édition de la course cycliste Bordeaux-Paris. Le Français Auguste Stéphane s’impose.
- 29 mai : première édition de la course cycliste Liège-Bastogne-Liège. Le Belge Léon Houa s’impose.
- Fondation de la fédération international de cyclisme : International Cyclist Association (future UCI, dès 1900).
- 10e édition de la course cycliste suisse : le tour du Lac Léman. Louis Masi s’impose.
- Premier numéro de l’hebdomadaire sportif parisien La Bicyclette.
- 1er décembre : premier numéro du journal sportif parisien Le Vélo. Ce « journal quotidien de la Vélocipédie » est en fait ouvert à tous les sports même si le cyclisme est particulièrement privilégié. Le Vélo cesse sa parution en novembre 1904.

## Football
- 5 mars : à Wrexham, l’Angleterre bat le pays de Galles 2-1.
- 15 mars : fondation du club de football de Liverpool FC. Le club est fondé par le propriétaire d’Anfield, John Houlding, qui voit partir Everton vers Goodison Park.
- 19 mars : finale de la 21e FA Cup (161 inscrits). Blackburn Rovers 3, Notts County FC 1. 23 000 spectateurs au Kennington Oval.
- Fondation à Strasbourg du club de football Strassburger Fussballverein. 1890 fut longtemps évoqué.
- Mars : fondation par des Britanniques résidant à Paris du club de football, le Standard AC.
- 2 avril : à Glasgow, l'Angleterre bat l’Écosse : 4-1.
- 18 avril : Sunderland AFC (21 victoires et 5 défaites) est sacré champion d’Angleterre.
- 4 mai : les Glasgow Rangers encaissent leur plus large défaite en championnat 0-6 contre Dumbarton FC.
- 7 mai : Dumbarton conserve le titre de champion d’Écosse de football.
- 14 mai : fondation du club de football néerlandais du Vitesse Arnhem.
- Titre non attribué en championnat de Copenhague de football car trois formations terminent à égalité : AB, OB et KB.
- 24 août : inauguration du stade de Goodison Park (Liverpool) par un meeting d’athlétisme et un feu d’artifice devant 12 000 spectateurs. L’antre d’Everton est le stade le plus moderne en Angleterre.
- 1er septembre : le club de football anglais d’Everton étrenne son nouveau stade de Goodison Park en accueillant Bolton Wanderers à l’occasion d’un match amical de pré-saison.
- 1er septembre : fondation du Football Club liégeois (RFC Liège), 1er Champion de Belgique en 1896
- 13 septembre : arrêté préfectoral reconnaissant l’existence du club de football parisien du Club français qui débuta ses activités dès l’automne 1890.
- 1er novembre : premier match opposant le Standard A.C. et le Club français. Cette affiche dont la première édition se solde par un match nul tiendra en haleine les passionnés de football à Paris pendant une décennie.

## Football américain
- 12 novembre : premier cas de joueur rémunéré pour disputer un match de Football Américain : William Heffelfinger qui perçoit 500$ pour un match face à Pittsburg Athletic Club

## Football australien
- Essendon remporte le championnat de Football Australien de l’État de Victoria. South Adelaide champion de South Australia. East Sydney champion de NSW. Fremantle champion du Western.

## Football gaélique
- 28 février : finale du 4e championnat d’Irlande de Football gaélique : Dublin bat Cork.

## Golf
- Inauguration du parcours de golf de Cannes.
- Harold H. Hilton remporte l'Open britannique à Muirfield.

## Hurling
- 28 février : finale du 4e championnat d’Irlande de Hurling : Kerry bat Wexford.

## Jeux olympiques
- 25 novembre. L’USFSA fête son cinquième anniversaire et dans le grand amphithéâtre de la Sorbonne à Paris, Pierre de Coubertin appelle à la rénovation des Jeux olympiques.

## Joute nautique
- F. Soulayrac (dit lou borgne) remporte le Grand Prix de la Saint-Louis à Cette.

## Patinage sur glace
- 14 octobre. Inauguration de la première patinoire à Paris, Le Pôle Nord. Contrairement aux patinoires anglaises des années 1870 limitées en taille (12 × 7 m), la patinoire artificielle parisienne est la première à avoir une dimension (40 × 18 m[1]) permettant l'accueil de plusieurs milliers de patineurs. Pas moins de douze mille personnes essayèrent la patinoire le jour de son inauguration[2].
- 2e édition des championnats d’Europe de patinage artistique et de patinage vitesse à Vienne. L’Autrichien Eduard Engelmann remporte l’épreuve de patinage artistique.
- 25/26 janvier : championnats d’Europe de patinage de vitesse à Vienne.
- 23 juillet : fondation à Schéveningue (Pays-Bas) de l’Union internationale de patinage (UIP).

## Rugby à XV
- 2 janvier : l’Angleterre bat le Pays de Galles à Blackheath.
- 6 février : l’Angleterre bat l’Irlande à Manchester.
- 5 mars : l’Angleterre bat l’Écosse à Édimbourg.
- 20 mars : finale du premier championnat de France (USFSA) de rugby. Le Racing club de France s’impose 4 à 3 face au Stade français.
- Le Yorkshire est champion d’Angleterre des comtés.
- La Western Province remporte le championnat d’Afrique du Sud des provinces, la Currie Cup.

## Sport hippique
- États-Unis : Azra gagne le Kentucky Derby.
- Angleterre : Sir Hugo gagne le Derby.
- Angleterre : Father O'Flynn gagne le Grand National.
- Irlande : Roy Neil gagne le Derby d'Irlande.
- France : Chêne Royal gagne le Prix du Jockey Club.
- France : Annita gagne le Prix de Diane.
- Australie : Glenloth gagne la Melbourne Cup.

## Tennis
- 2e édition du championnat de France : le Français J. Schopfer s’impose en simple hommes.
- 16e édition du Tournoi de Wimbledon :
  - L’Anglais Wilfred Baddeley s’impose en simple hommes.
  - l’Anglaise Lottie Dod en simple femmes.
- 12e édition du championnat des États-Unis :
  - L’Américain Oliver Campbell s’impose en simple hommes.
  - L’Irlandaise Mabel Cahill s’impose en simple femmes.

## Naissances
- 8 février : Elizabeth Ryan, joueuse de tennis américaine. († 8 juillet 1979).
- 29 avril : Henri Bard, footballeur français. († 26 janvier 1951).
- 1er mai : Pierre Chayriguès, international de football français. († 19 mars 1965).
- 13 juillet : Jonni Myyrä, athlète finlandais, champion olympique du lancer du javelot aux Jeux d'Anvers en 1920 et de Paris en 1924. († 22 janvier 1955).
- 26 août : Ernest Gravier, international de football français
- 16 novembre : Tazio Nuvolari, pilote automobile italien. († 11 août, 1953).
- 21 décembre : Walter Hagen, golfeur américain